# Zbór Śląskiego Kościoła Ewangelickiego Augsburskiego Wyznania w Oldrzychowicach
Zbór Śląskiego Kościoła Ewangelickiego Augsburskiego Wyznania w Oldrzychowicach – zbór (parafia) luterańska w Oldrzychowicach, należąca do senioratu trzynieckiego Śląskiego Kościoła Ewangelickiego Augsburskiego Wyznania, w kraju morawsko-śląskim, w Czechach. Oprócz Oldrzychowic obejmuje również Tyrę. W 2015 liczył 1329 wiernych.
W 1782 lub 1792 w Oldrzychowicach wybudowano ewangelicką szkołę, a w 1869 na jej miejscu powstał murowany budynek. Oldrzychowice należały wówczas do zboru w Bystrzycy. Od 1899 część mieszkańców podlegała zborowi w Trzyńcu. Już w listopadzie 1949 postanowiono założyć nowy zbór. Oficjalnie stało się to podczas IV Regularnego Synodu, który odbył się 25 czerwca 1950 roku, na którym zdecydowano o podzieleniu dotychczasowych zbyt dużych zborów i założeniu nowych, w tym również w Oldrzychowicach. Pierwszym pastorem został Karel Trombik. Nowy zbór nie posiadał kaplicy ani kościoła, a pierwsze nabożeństwa prowadzono w budynku starej polskiej szkoły w Oldrzychowicach-Równi, kaplicy cmentarnej a kilkukrotnie w szkole w Tyrze. Kościół powstał w wyniku kilkukrotnej przebudowy budynku szkolnego z 1869. Poświęcenie nastąpiło 2 maja 1959. Ponowna rozbudowa nastąpiła w latach 2002-2006. Gruntowny remont przeprowadzono w 2020 roku.